# Franco Mescolini
Franco Mescolini (Emilia-Romaña, 27 de julio de 1944-12 de abril de 2017) fue un actor italiano.
Inició su carrera actoral en 1973, trabajó con importantes cineastas italianos. Fue profesor en talleres teatrales y escribió y dirigió obras de teatro.
En 1978 dirigió la obra Per un uso popolare degli spazi della citta.
Para teatro juvenil escribió y representó Quegli irresistibili, favolosi, fratelli Grimm, para el que se realizó una versión televisiva.
También escribió, dirigió y representó Secondo movimento, andante un poco mosso.
Junto al diseñador Ugo Bertotti escribió una historia del teatro en historieta.
Dirigió al actor Lorenzo Branchetti (1981-) en su propia obra que I tre ómini nel Bosco.

## Filmografía

### Cine
- 1992: Sabato italiano, dirigida por Luciano Manuzzi
- 1993: L'amore dopo, dirigida por Attilio Concari
- 1993: Le mille bolle blu, de Leone Pompucci
- 1994: Il mostro, de Roberto Benigni, como el maestro de idioma chino y asesino serial
- 1995: Vacanze di Natale '95, de Neri Parenti, como jugador de cartas
- 1995: Pasolini, un delitto italiano, de Marco Tullio Giordana, como el director de la agencia
- 1995: Pugili, de Lino Capolicchio
- 1997: La vida es bella, de Roberto Benigni, como el inspector de la escuela (al que el protagonista, Güido Oréfiche, reemplaza tramposamente)
- 1997: Ardena, de Luca Barbareschi, como Furio
- 2003: I giovani d'oggi (cortometraje, comedia) de Giuseppe Gandini
- 2004: Ogni volta che te ne vai, de Davide Cocchi, como el zío Sorriso (tío Sonrisa)
- 2005: La tigre e la neve, de Roberto Benigni, como el director del circo, amigo de Atilio.

### Televisión
- Il passatore
- La formica padana
- Il processo al delitto Matteotti
- In tre nel fondo di un caffè
- Pavana per un conte, como el Conde de Cavour
- I ragazzi del muretto
- Olimpo lupo
- La tenda nera
- Gigi 2
- Lui & lei
- Come quando fuori piove
- Píccolo mondo antico
- 1992: Sábato italiano (primer episodio), de Luciano Manuzzi, como un jugador.
- 1993: Il giovane Mussolini (miniserie), como Ferrari.
- 1993: L’amore dopo, de Tilio Concari.
- 1993: Tre passi nel delitto: delitti imperfetti, de M. Laurenti.
- 1993: I ragazzi del muretto (1 episodio: «Voglia di andare»), como Alfredo Belli.
- 1999: Non lasciamoci più, de Vittorio Sindoni (1 episodio: «Separazione con cane»), como el señor Ramponi.
- 2007: Il Pirata - Marco Pantani, de Claudio Bonivento, como el nonno ("abuelo") Sotero.